# أمريسيوم
الأمريسيوم هو عنصر كيميائي اصطناعي يرمز له بالرمز Am وعدده الذري 95. الأمريسيوم هو عنصر معدني من الأكتينيدات ذو نشاط إشعاعي يتم تصنيعه عبر قصف البلوتونيوم بالنيوترونات. وقد أعطي هذا العنصر اسمه نسبة إلى الأمريكيتين تماماً كما هو حال عنصر اليوروبيوم الذي سمي نسبة إلى أوروبا.

## الخواص
لفلز الأمريسيوم لون أبيض فضي لامع، يخفت لونه عند درجة حرارة الغرفة نتيجة التعرض للهواء الجاف. لونه أكثر فضية من البلوتونيوم أو النبتونيوم وهو مطاوع أكثر من النبتونيوم أو اليورانيوم.
إصدار ألفا الناتج من 241Am يعادل تقريباً ثلاثة أمثال الصادر من الراديوم، بالتالي فإن غرامات قليلة من الأمريسيوم تصدر أشعة غاما بشكل معتبر، مما يؤدي إلى مشاكل التعرض للإشعاع عند التعامل مع هذا العنصر.
الأمريسيوم مادة انشطارية بحد ذاتها؛ الكتلة الحرجة اللازمة من أجل كرة غير مرتدة unreflected sphere  من 241Am هي تقريباً 60 كغ. من المستبعد استخدام الأمريسيوم كمادة انشطارية للأسلحة، لأن كتلته الحرجة الدنيا هي أكبر بكثير من التي تم الحصول عليها مقارنة مع نظائر البلوتونيوم أو اليورانيوم.

## التطبيقات
يعد فلز الأمريسيوم العنصر المصطنع الوحيد الذي وجد له تطبيقات في الحياة اليومية، حيث يدخل في بعض أنواع حساسات الدخان smoke detector التي تحوي كميات ضئيلة منه (حوالي 0.2 ميكروغرام من 241Am كمصدر للإشعاع المؤين. تم استخدام 241Am كمصدر متنقل لأشعة غاما في التصوير الإشعاعي.

## التاريخ
عزل عنصر الأمريسيوم لأول مرة من قبل كل من غلين سيبورغ، وليون مورغان، ورالف جيمس، وألبيرت غيورسو، وذلك في أواخر عام 1944، أثناء وقت الحرب في معهد التعدين في جامعة شيكاغو والذي يعرف الآن مخبر آرغون الوطني Argonne National Laboratory.
حصل فريق العمل على النظير 241Am من إخضاع البلوتونيوم 239 إلى تفاعلات التقاط نيوترون متتابعة في مفاعل نووي، مما أدى إلى تشكيل 240Pu ومن ثم 241Pu والذي بدوره يتحول إلى 241Am عن طريق تفكك بيتا (اضمحلال بيتا) beta decay.
{\displaystyle \mathrm {{}^{240}Pu\ +n\longrightarrow {}^{241}Pu+\gamma } }
{\displaystyle \mathrm {{99,9975\%}^{241}Pu{\stackrel {\beta ^{-}}{\longrightarrow }}\ {}^{241}Am} }
{\displaystyle \mathrm {{0,0025\%}^{241}Pu{\stackrel {\alpha }{\longrightarrow }}\ {}^{237}U} }
حصل سيبورغ على براءة اختراع لـ"العنصر 95 وطريقة إنتاج العنصر المذكور". اعلن عن اكتشاف عنصري الأمريسيوم والكوريوم بشكل غير رسمي في مسابقة ثقافية للأطفال عام 1945.

## النظائر
تم تعيين 18 نظير للأمريسيوم، ويعد النظير 243Am أثبتها حيث أن عمر النصف له 7370 سنة، بالإضافة إلى 241Am بعمر نصف قدره 432.2 سنة. أما النظائر الأخرى المتبقية فهي نظائر مشعة عمر النصف لها أقل من 51 ساعة، وأغلب هذه أيضاً لها عمر نصف أقل من 100 دقيقة.
لعنصر الأمريسيوم أيضاً 8 متماكبات نووية أثبتها 242mAm حيث أن t½ له 141 سنة.
يتراوح الوزن الذري لنظائر الأمريسيوم من 231.046 و.ك.ذ 231Am إلى 249.078 و.ك.ذ 249Am.